# Selawangi (Sukaraja)
Selawangi is een bestuurslaag in het regentschap Sukabumi van de provincie West-Java, Indonesië. Selawangi telt 5170 inwoners (volkstelling 2010).